# لوکاس برورا
لوکاس برورا (انگلیسی: Lucas Bruera؛ زادهٔ ۱۹ اکتبر ۱۹۹۷) بازیکن فوتبال اهل آرژانتین است.
از باشگاه‌هایی که در آن بازی کرده‌است می‌توان به باشگاه اتلتیکو ایندپندینته اشاره کرد.